# Chamaeleo narraioca
Chamaeleo narraioca är en ödleart som beskrevs av  Petr Necas MODRY och SLAPETA 2003. Chamaeleo narraioca ingår i släktet Chamaeleo och familjen kameleonter. Inga underarter finns listade i Catalogue of Life.